# Feuerplan
Der Feuerplan war ein im Ersten Weltkrieg kurz vor der Durchführung stehender deutscher Plan, durch schwere Luftangriffe mit Brandbomben auf Paris und London im September 1918 einen Frieden mit Frankreich und Großbritannien zu erzwingen.

## Vorgeschichte
Mit den Bombenangriffen deutscher Luftschiffe auf englische Städte seit 1915 hatte der Luftkrieg gegen das gegnerische Heimatland begonnen. Diese Luftangriffe mit Zeppelinen hatten wegen der geringen Bombenlast, die von den wenigen eingesetzten Luftschiffen abgeworfen wurde, kaum eine militärische oder wirtschaftliche Bedeutung, sondern sollten mehr auf die Moral der bombardierten Bevölkerung wirken (Morale Bombing). Die Luftschiffe hatten aufgrund ihrer Füllung mit höchst feuergefährlichem Wasserstoff als Traggas Unfälle und waren auch wegen ihrer gewaltigen Größe sehr gefährdete Ziele für feindliche Jagdflugzeuge mit Brandmunition. Durch die rasante Entwicklung der Flugzeuge konnten die Zeppeline seit 1916 durch Bomber ersetzt werden.
Auf Großbritannien und im Speziellen auf die Festung London wurden vom deutschen Bombergeschwader 3 (Bogohl 3, Bombergeschwader der Obersten Heeresleitung 3) Luftangriffe geflogen, wobei sich teilweise hunderttausende Menschen vor den Bomben in die Londoner Untergrundbahn flüchteten. Mit der sich verbessernden britischen Luftabwehr wurden die deutschen Luftangriffe in mondlose Nachtstunden verlegt. Diese Luftangriffe mit Sprengbomben hatten eine psychologische Wirkung – die Zerstörungswirkung war im Verhältnis zu den schweren Luftangriffen auf Städte im Zweiten Weltkrieg relativ gering und konnten einer Stadt wie London keine größeren Schäden zufügen. Die Lage änderte sich jedoch mit der Erfindung der Brandbombe.
Die Entwicklung der Brandbombe führte in Deutschland im April 1918 zur B-1E Elektronbrandbombe. Diese Stabbrandbombe wog nur ein Kilogramm bei einer Länge von 35 Zentimetern und einem Durchmesser von fünf Zentimetern mit flugstabilisierenden Flossen am Ende der Bombe. Die Elektronbrandbombe entwickelte eine Temperatur von 3000 Grad Celsius und war unlöschbar. Der Versuch sie mit Wasser zu löschen machte sie im Gegenteil noch gefährlicher. Die äußerst heiß abbrennende Bombe aus hauptsächlich Magnesium, etwas Aluminium und weiteren Stoffen spaltete Wasser in Sauerstoff und Wasserstoff, was wiederum hochexplosiv ist. Diese Bombe konnte wegen ihres geringen Gewichtes in riesigen Stückzahlen von den deutschen Bombern abgeworfen werden und konnte gewaltige Brände verursachen.

## Geplante Ausführung
Deutscherseits wurden große Stadtbrände analysiert und man kam zu dem Ergebnis, dass gleichzeitig an vielen Stellen ausgelöste Brände in einer Stadt die Feuerwehr wegen der Vielzahl der Brände vor unlösbare Aufgaben stellen würde. Da auch Brandbomben noch völlig unbekannt waren würde ihr Ersteinsatz im großen Maßstab für vollständige Verwirrung sorgen und schwerste Brände in Paris und London auslösen.
Das Bombergeschwader 3 und die Riesenflugzeugabteilung 501 würden London angreifen und die Bombergeschwader 1, 2 und 4 würden Paris bombardieren. Für die Angriffe auf Paris mussten die deutschen Bomber jeweils zweimal die deutsch-französische Frontlinie überfliegen und hatten mit vielen gegnerischen Jagdflugzeugen und Flakgeschützen zu rechnen, während das Bombergeschwader 3 nur die Nordsee überflog und folglich viel weniger Flugzeugverluste zu erwarten waren.
Die Bomber waren hauptsächlich Flugzeuge der Firmen Gotha und Zeppelin-Staaken. Waren die Gotha-Bomber zweimotorige Doppeldecker mit einer Bombenladefähigkeit von 350 kg, waren die wegen ihrer gewaltigen Ausmaße auch offiziell Riesenflugzeuge genannten Maschinen von Zeppelin viermotorige Doppeldecker mit 42 Metern Spannweite und einer Bombenlast von bis zu 1000 kg. Für diese riesigen Flugzeuge reichten keine der bis dahin übliche Graspisten als Start- und Landebahnen mehr aus und es mussten für sie für ihre Englandeinsätze in Flandern Betonpisten gebaut werden. Für die Flüge nach England verringerte sich ihre Bombenzuladung wegen der großen Treibstoffmenge, die für den langen Flug mitgeführt werden musste.
Um größtmögliche Wirkung zu erzielen, sollten die Luftangriffe auf Paris und London nach dem ersten großen Eröffnungsschlag bei Nacht laufend weiter geflogen werden, bis kein deutscher Bomber mehr einsatzfähig sein würde.

## New York
Während die geplanten Brandbombenangriffe mit Flugzeugen auf Paris und London unter der Führung der Obersten Heeresleitung standen, hatte die Marine Zeppeline, die eine Bombenlast nach New York fliegen und dann auch den Rückflug nach Deutschland zurücklegen konnten. Ein Luftangriff auf New York sollte von drei Zeppelinen mit einer Last von je vier Tonnen Spreng- und Brandbomben ausgeführt werden. Geplant wurde der Angriff auf die US-amerikanische Stadt von Korvettenkapitän Peter Strasser. Die neuen Luftschiffe der Marine L 70 (LZ 112), L 71 (LZ 113) und L 72 (LZ 114) konnten den Plan ausführen.
Am 18. Juli 1918 übergab Strasser dem Chef der Seekriegsleitung, Admiral Reinhard Scheer, den Plan für den Luftangriff auf New York. Das Bombardement sollte sowohl Schäden in der Stadt anrichten als auch die Moral der amerikanischen Bevölkerung treffen. Am 19. Juli gab Scheer die Planungsunterlagen zurück mit dem handschriftlichen Vermerk „Nein“ versehen.

## Angriffsbefehl
Seit August 1918 waren die deutschen Bomberverbände bereit zum Angriff auf Paris und London. Der Einsatzbefehl war schon zweimal verschoben worden, als sich der September 1918 zu einem ungewöhnlich regenreichen und wolkigen Monat über England entwickelte und dadurch sowohl für die Entfachung von großflächigen Bränden als auch als Flugwetter ungünstig war. Erst am 23. September konnte endgültig von der Obersten Heeresleitung der Einsatzbefehl für die Bomber gegeben werden. An diesem Tage wurden alle Vorbereitungen für die ersten Luftangriffe in der kommenden Nacht getroffen, und nach Einbruch der Dunkelheit waren die Maschinen der ersten Angriffswelle zum Start bereit. Die erste Welle bestand aus 36 Flugzeugen gegen London und 45 gegen Paris.

## Ende
Als am Abend des 23. September 1918 die deutschen Bomberverbände kurz vor dem Abflug standen, gab Erich Ludendorff als Chef der Obersten Heeresleitung den Stopbefehl. Ziel der vernichtenden Angriffe auf London und Paris sollte sein, die dortigen Regierungen friedensbereit zu bomben. Nun aber drohten solche Angriffe sich gegen Deutschland selbst zu richten, denn seit dem Sommer 1918 wandelte sich die Kriegslage drastisch zu Ungunsten des Deutschen Reiches und die deutsche Regierung suchte über den amerikanischen Präsidenten Woodrow Wilson zu Friedensgesprächen mit den Kriegsgegnern zu kommen. Schwere Luftangriffe auf die gegnerischen Hauptstädte würden nun für Friedensgespräche keine gute Grundlage liefern.